# 栄松寺 (松戸市)
栄松寺（えいしょうじ）は、千葉県松戸市にある臨済宗大徳寺派の寺院。

## 歴史
鎌倉時代末期、晴光によって開山された。当初は密教宗派（天台宗・真言宗）の寺院であり「花嶋寺」と称していたが、1539年（天文8年）に馬橋の万満寺より玉雲を招聘し中興した。その際に臨済宗大徳寺派に転宗し、「花嶋山長福寺」に改称した。
天正年間（1573年 - 1592年）の戦乱で焼失し、現在地に移転した。享保年間（1716年 - 1736年）、江戸幕府第8代将軍に徳川吉宗が就任した。吉宗の世子（嫡子）は「長福丸」（後の第9代将軍徳川家重）であり、家重と同名になったため、幕府に憚って「栄松寺」に改称した（避諱）。

## 交通アクセス
- 上本郷駅より徒歩7分。